# Grand Prix de l'Escaut féminin 2021
Pour la course masculine, voir Grand Prix de l'Escaut 2021.
La 1re édition du Grand Prix de l'Escaut féminin a eu lieu le 7 avril 2021. La course fait partie du calendrier international féminin UCI 2021 en catégorie 1.1. Elle est remportée par la Néerlandaise Lorena Wiebes.

## Présentation

### Équipes
| UCI Women's WorldTeams (5)- Team BikeExchange - Canyon-SRAM Racing - Team DSM - Movistar Team - Trek-Segafredo Équipes féminines continentales (19)- A.R. Monex - Arkéa Pro Cycling Team - Aromitalia-Basso Bikes-Vaiano - BePink - Bingoal Casino-Chevalmeire - Bizkaia-Durango - Ceratizit-WNT Pro Cycling - Hitec Products - Doltcini-Van Eyck Sport-Proximus - Drops-Le col - GT Krush Tunap - Isolmant-Premac-Vittoria - Lotto Soudal Ladies - Multum Accountants - NXTG Racing - Parkhotel Valkenburg - Plantur-Pura - Rupelcleaning-Champion lubricants - Valcar-Travel & Service |
| |

### Parcours
Le parcours est constitué d'une partie en ligne longue de 75 km suivie de trois tours d'un circuit urbain.

## Récit de la course
En début de course, un groupe de seize coureuses sort. Il inclut notamment : Teniel Campbell, Amalie Dideriksen, Alice Barnes, Lisa Klein, Maike van der Duin, Lisa Brennauer et Femke Markus. Le peloton reprend néanmoins rapidement le groupe. Quelques chutes marquent ensuite la course. Au kilomètre soixante-quinze, Daniek Hengeveld attaque en solitaire. À trente-cinq kilomètres de l'arrivée, son avance atteint la minute. Le peloton démarre la chasse, elle reprise dans les dix derniers kilomètres. Letizia Borghesi effectue un contre, mais la course conclut au sprint. Sarah Roy le lance, mais se fait dépasser par Lorena Wiebes qui est à la lutte avec Emma Norsgaard Jørgensen et Elisa Balsamo jusqu'au bout. La Néerlandaise s'impose.

## Classements

### Classement final
| \| Classement général \| Classement général \| Classement général \| Classement général \| Classement général \| \| Coureuse \| Coureuse \| Pays \| Équipe \| Temps \| \| ------------------ \| ------------------ \| ------------------ \| ----------------------- \| ------------------ \| \| 1re \| Lorena Wiebes \| Pays-Bas \| Team DSM \| 3 h 26 min 49 s \| \| 2e \| Emma Norsgaard \| Danemark \| Movistar Team \| + 0 s \| \| 3e \| Elisa Balsamo \| Italie \| Valcar-Travel & Service \| + 0 s \| \| 4e \| Emilie Moberg \| Norvège \| Drops-Le Col \| + 0 s \| \| 5e \| Lisa Klein \| Allemagne \| Canyon-SRAM Racing \| + 0 s \| \| 6e \| Arlenis Sierra \| Cuba \| A.R. Monex Women's \| + 0 s \| \| 7e \| Sarah Roy \| Australie \| Team BikeExchange \| + 0 s \| \| 8e \| Sandra Alonso \| Espagne \| Bizkaia-Durango \| + 0 s \| \| 9e \| Amalie Dideriksen \| Danemark \| Trek-Segafredo \| + 0 s \| \| 10e \| Charlotte Kool \| Pays-Bas \| NXTG Racing \| + 0 s \| |                   |           |                         |                 |
| |                   |           |                         |                 |
| Sources : ProCyclingStats Cycling Quotient |                   |           |                         |                 |
| Classement général |                   |           |                         |                 |
| Coureuse | Coureuse          | Pays      | Équipe                  | Temps           |
| 1re | Lorena Wiebes     | Pays-Bas  | Team DSM                | 3 h 26 min 49 s |
| 2e | Emma Norsgaard    | Danemark  | Movistar Team           | + 0 s           |
| 3e | Elisa Balsamo     | Italie    | Valcar-Travel & Service | + 0 s           |
| 4e | Emilie Moberg     | Norvège   | Drops-Le Col            | + 0 s           |
| 5e | Lisa Klein        | Allemagne | Canyon-SRAM Racing      | + 0 s           |
| 6e | Arlenis Sierra    | Cuba      | A.R. Monex Women's      | + 0 s           |
| 7e | Sarah Roy         | Australie | Team BikeExchange       | + 0 s           |
| 8e | Sandra Alonso     | Espagne   | Bizkaia-Durango         | + 0 s           |
| 9e | Amalie Dideriksen | Danemark  | Trek-Segafredo          | + 0 s           |
| 10e | Charlotte Kool    | Pays-Bas  | NXTG Racing             | + 0 s           |

### Points UCI
| Position           | 1er | 2e | 3e | 4e | 5e | 6e | 7e | 8e | 9e | 10e | 11e | 12e | 13e à 15e | 16e à 25e |
| Classement général | 125 | 85 | 70 | 60 | 50 | 40 | 35 | 30 | 25 | 20  | 15  | 10  | 5         | 3         |